# Юберти, Эдуар
Эдуар Юберти (фр. Edouard Huberti; 6 января 1818, Брюссель — 12 июня 1880, Схарбек) — бельгийский художник-пейзажист.

## Биография
Родился в 1818 году в Брюсселе. Получил образование в Королевской академии изящных искусств Антверпена, где изучал архитектуру. Также увлекался музыкой: был певцом, скрипачом и композитором-любителем, написал несколько оперетт. Некоторое время зарабатывал на жизнь, давая уроки музыки.
Во второй половине 1830-х годов Юберти самостоятельно освоил искусство живописи, опираясь на обстоятельную подготовку, полученную на архитектурном отделении Антверпенской академии; но только в 1860 году принял решение стать профессиональным художником. Юберти создавал в основном пейзажи с натуры, изображавшие сельские виды его родной Бельгии: леса вокруг Тервюрена, заболоченные равнины Кемпена, польдеры (в частности, на Шельде) и т. д.
Юберти стоял у истоков создания колонии художников в Тервюрене, которую в дальнейшем посещал в течение ряда лет. Он имел учеников, среди которых был Альфонс Ассельбергс — выходец из семьи предпринимателей и наследник прибыльного бизнеса, который, познакомившись с Юберти, принял решение целиком посвятить себя живописи.
В 1868 году Юберти посетил Францию, чтобы познакомиться с творчеством барбизонцев. Он был членом различных художественных обществ и участником ряда выставок, включая Всемирную выставку в Лондоне в 1862 году.
Был женат, имел сына Гюстава, ставшего композитором и музыкантом. В конце жизни переключился на рисование цветочных натюрмортов.
Скончался Юберти в Схарбеке в 1880 году.

## Галерея

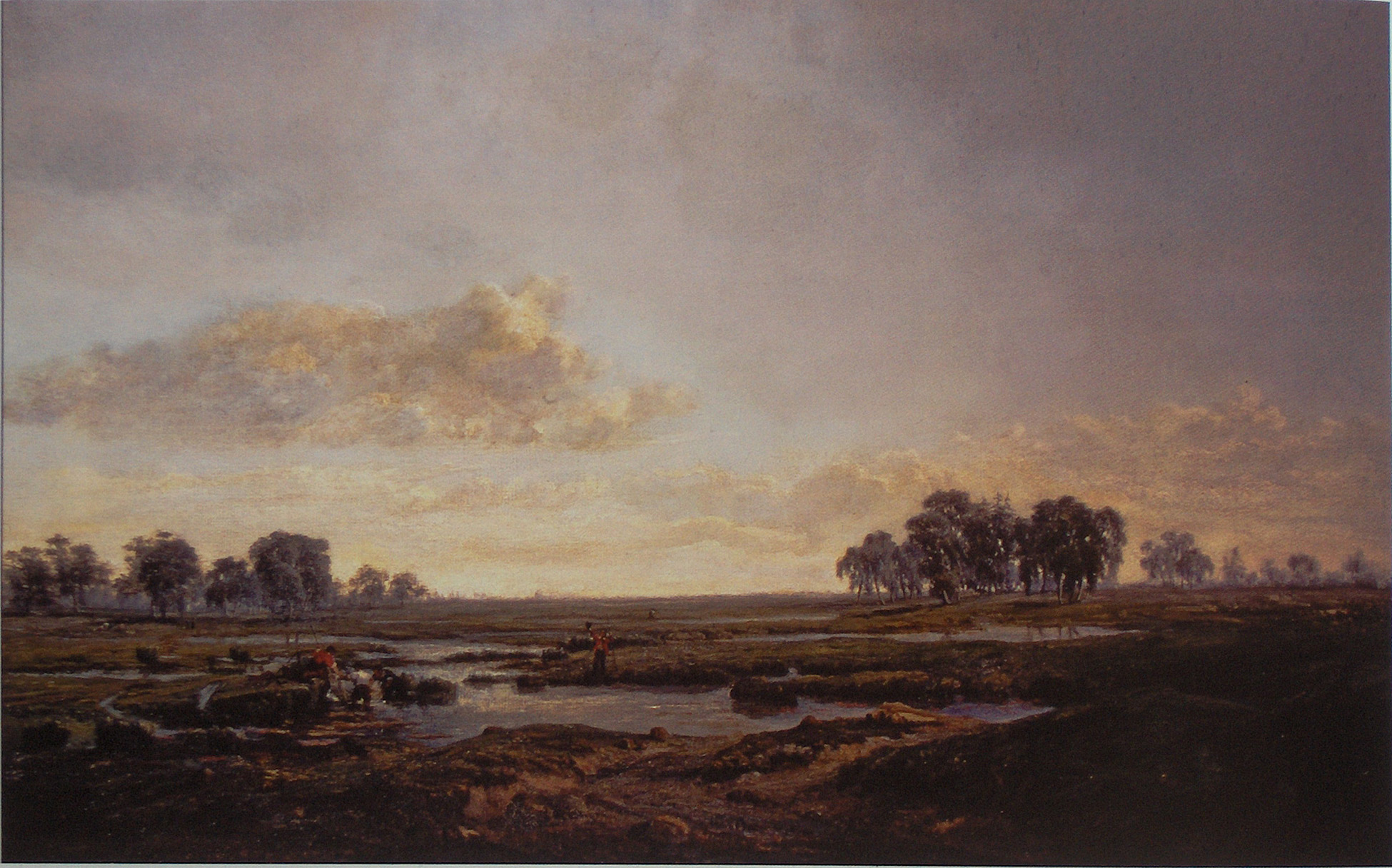
Торфяное болото в Кемпене
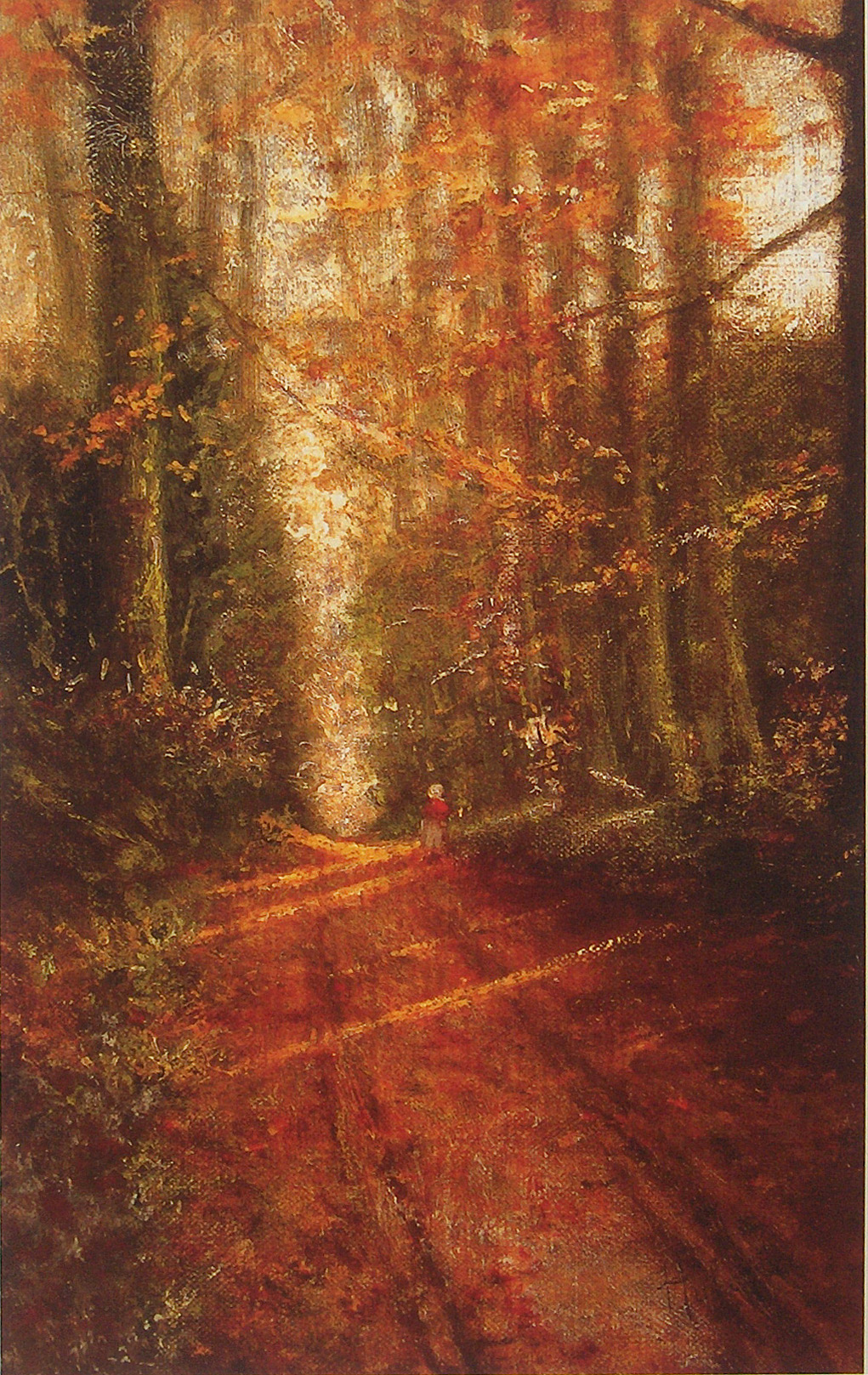
Осенний лес поблизости от Тервюрена
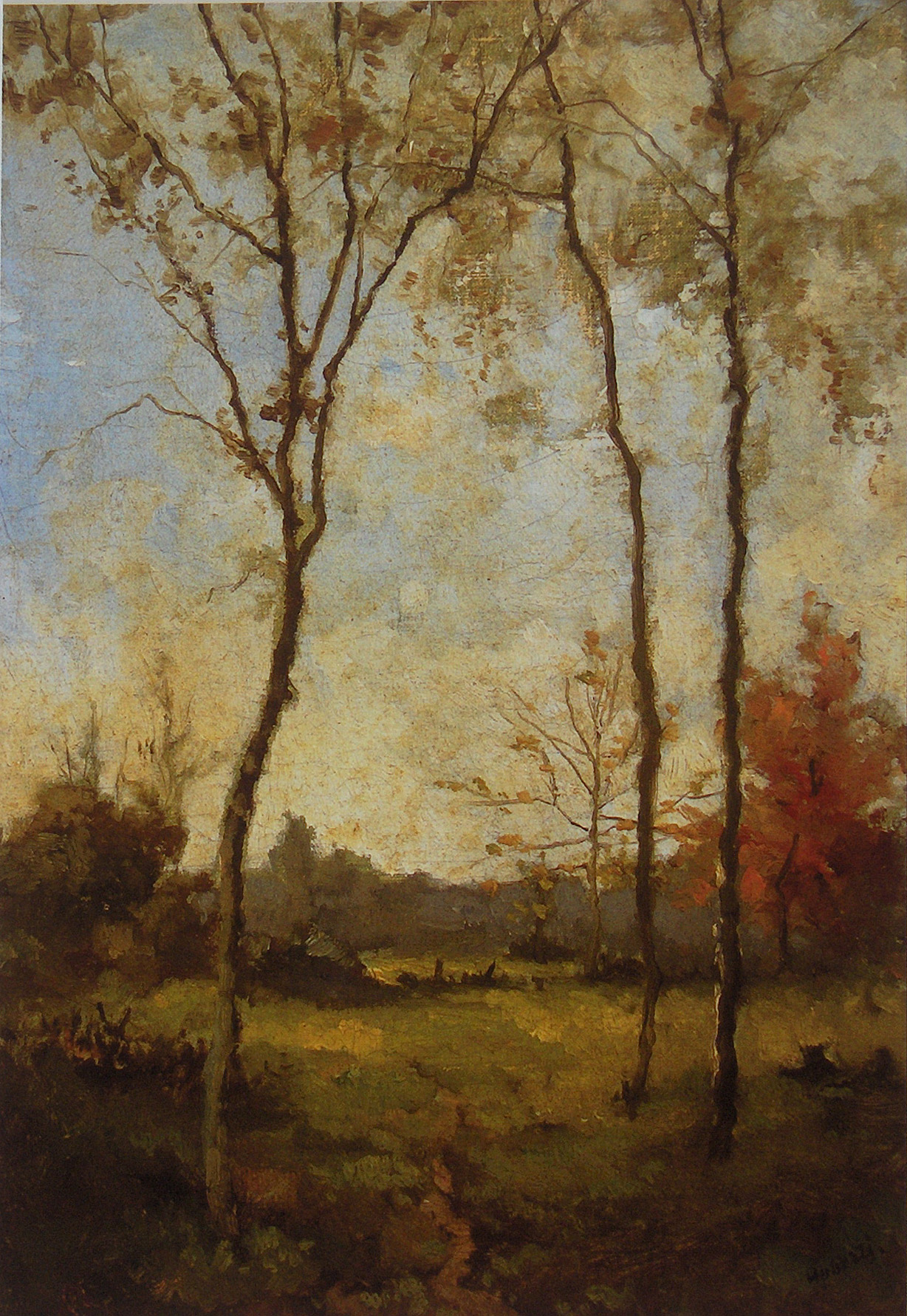
Лесная тропинка
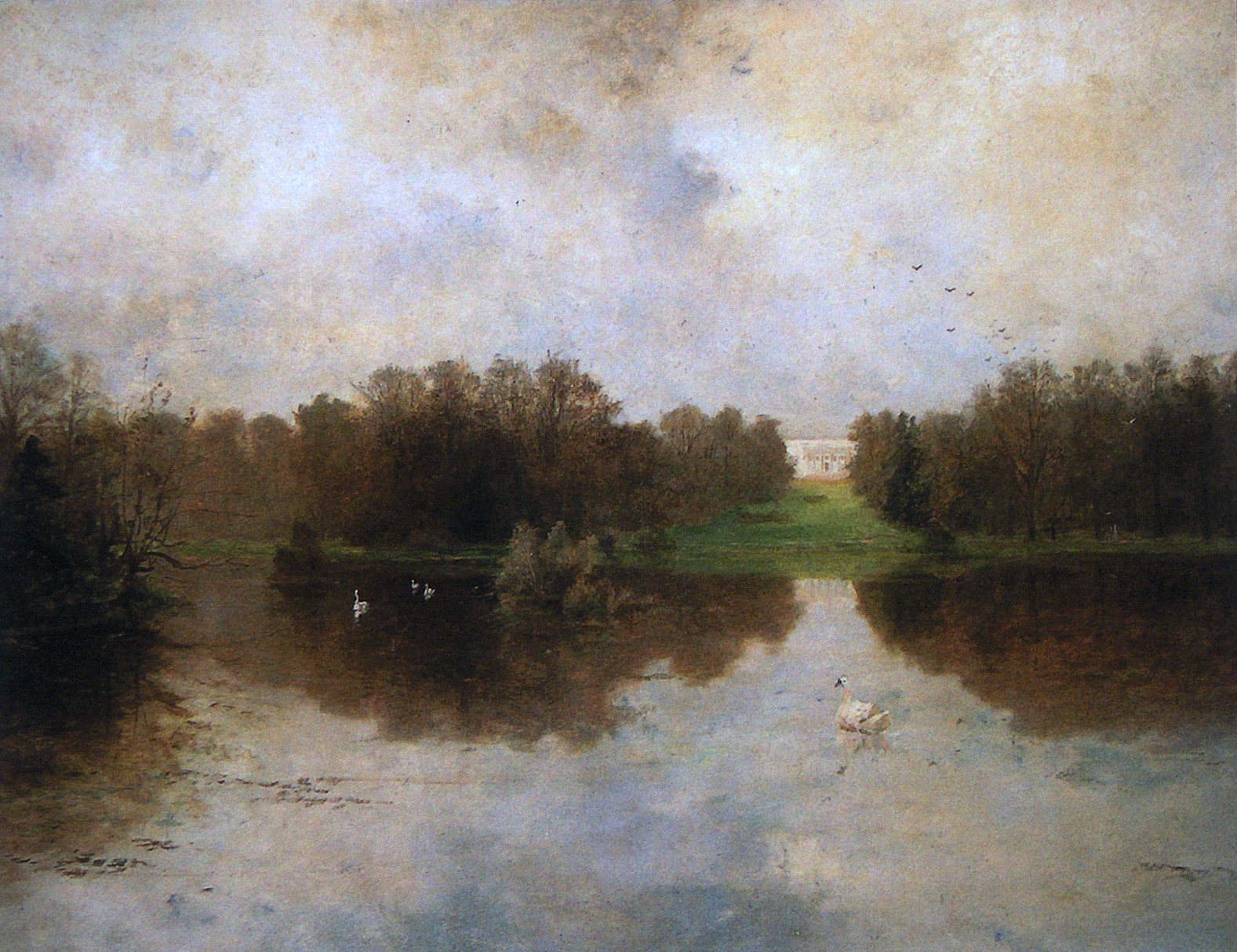
Замковый пруд поблизости от Тервюрена
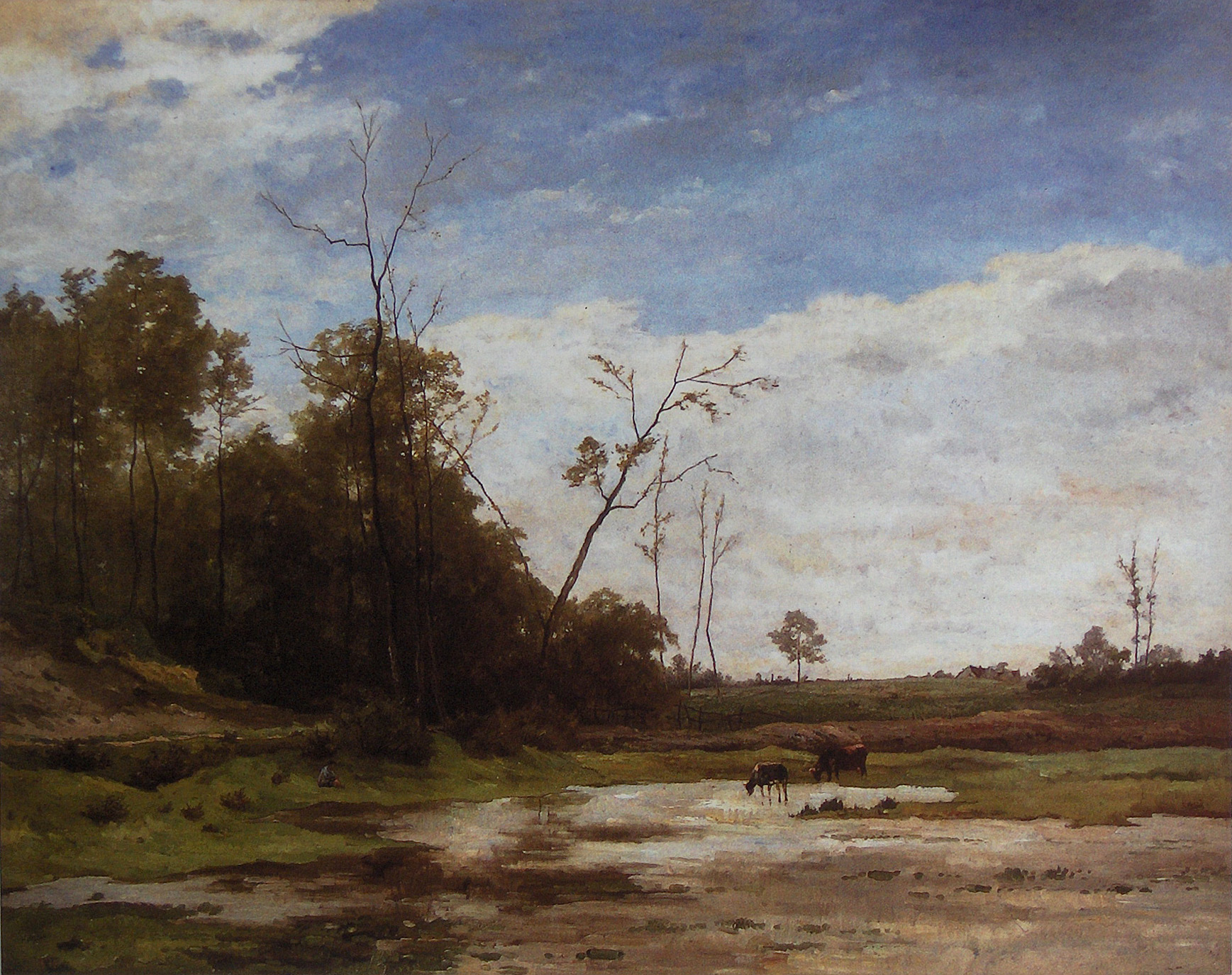
На опушке леса
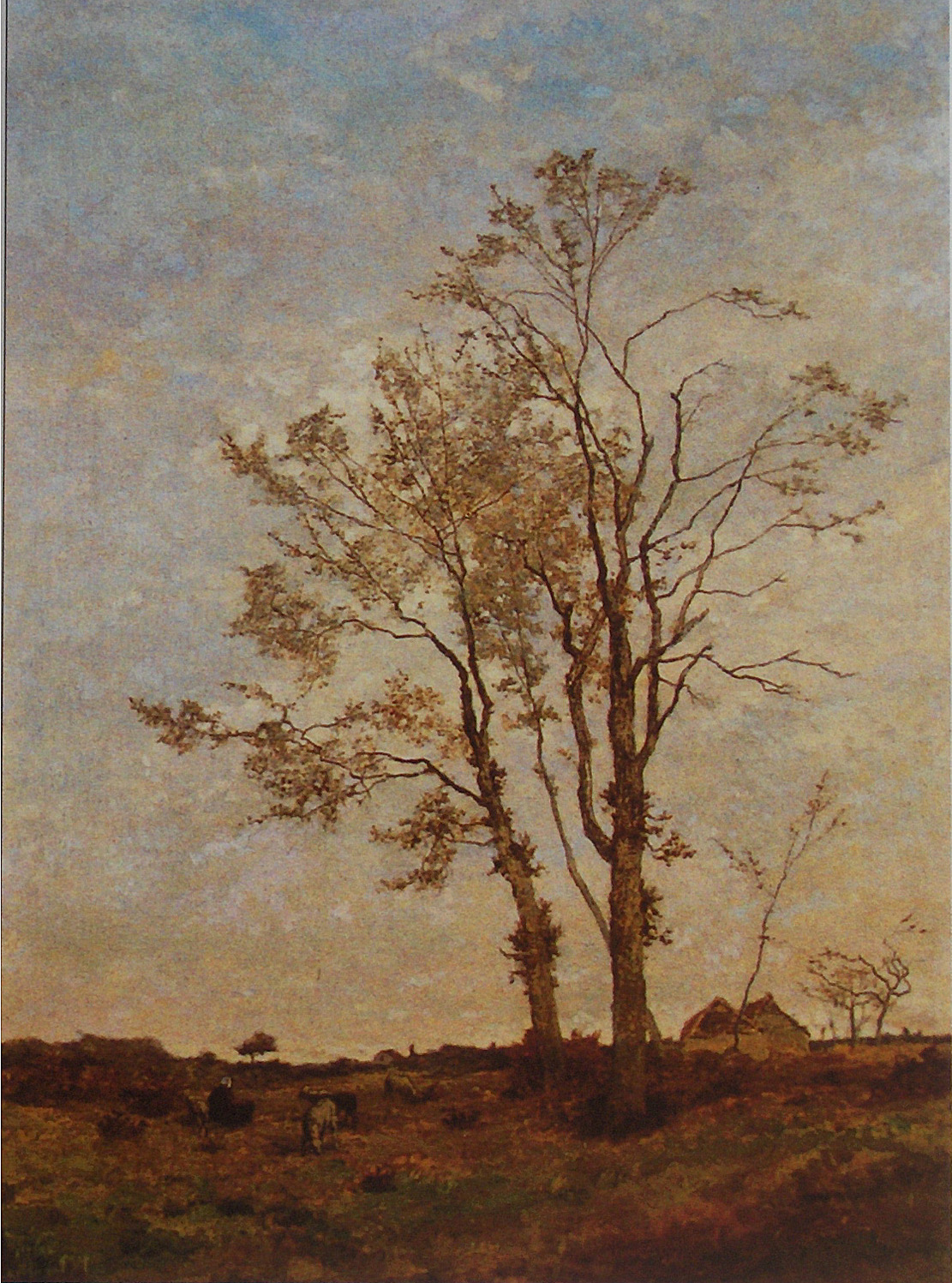
Осень
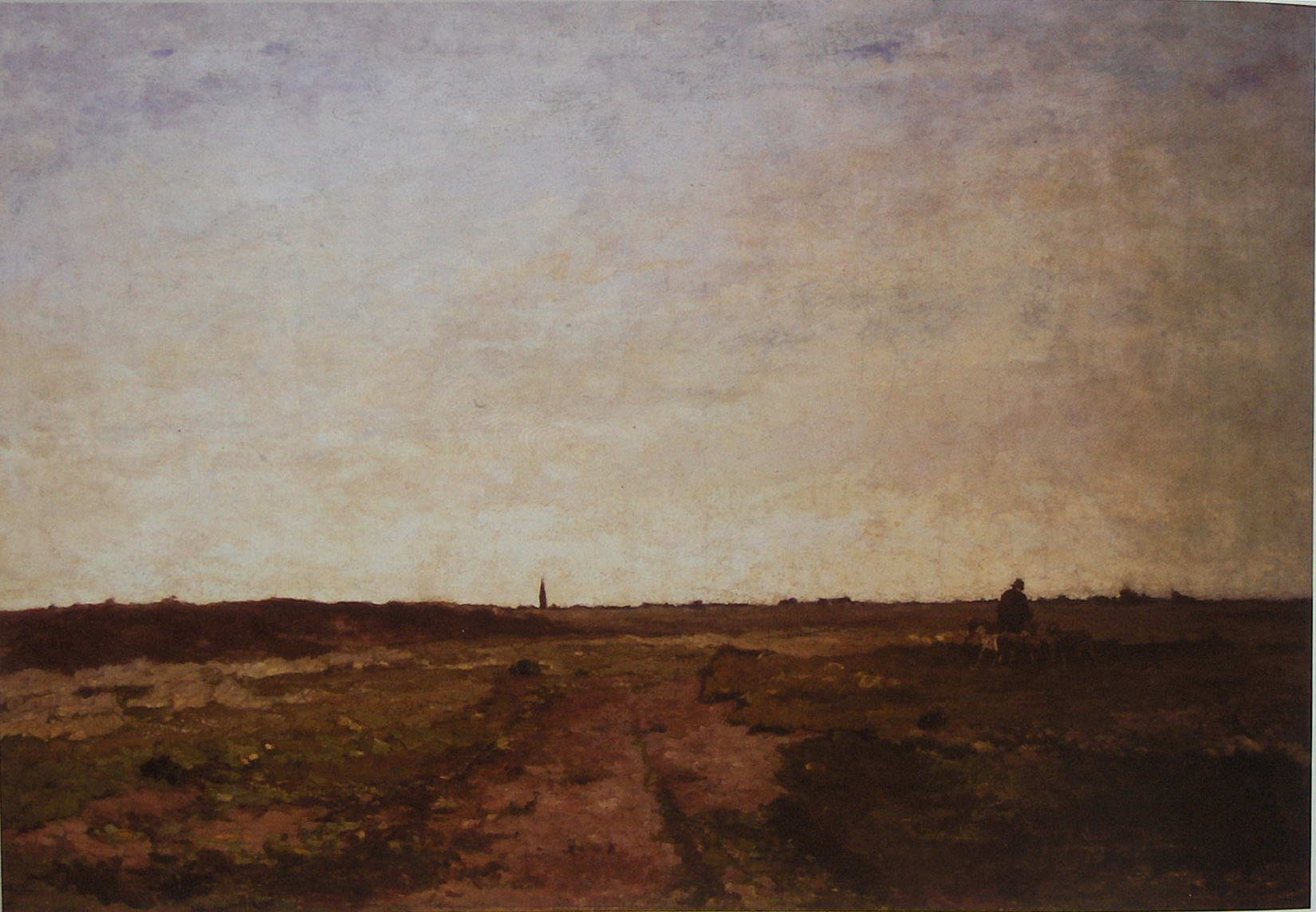
Равнина в Кепмене с пастухом и стадом
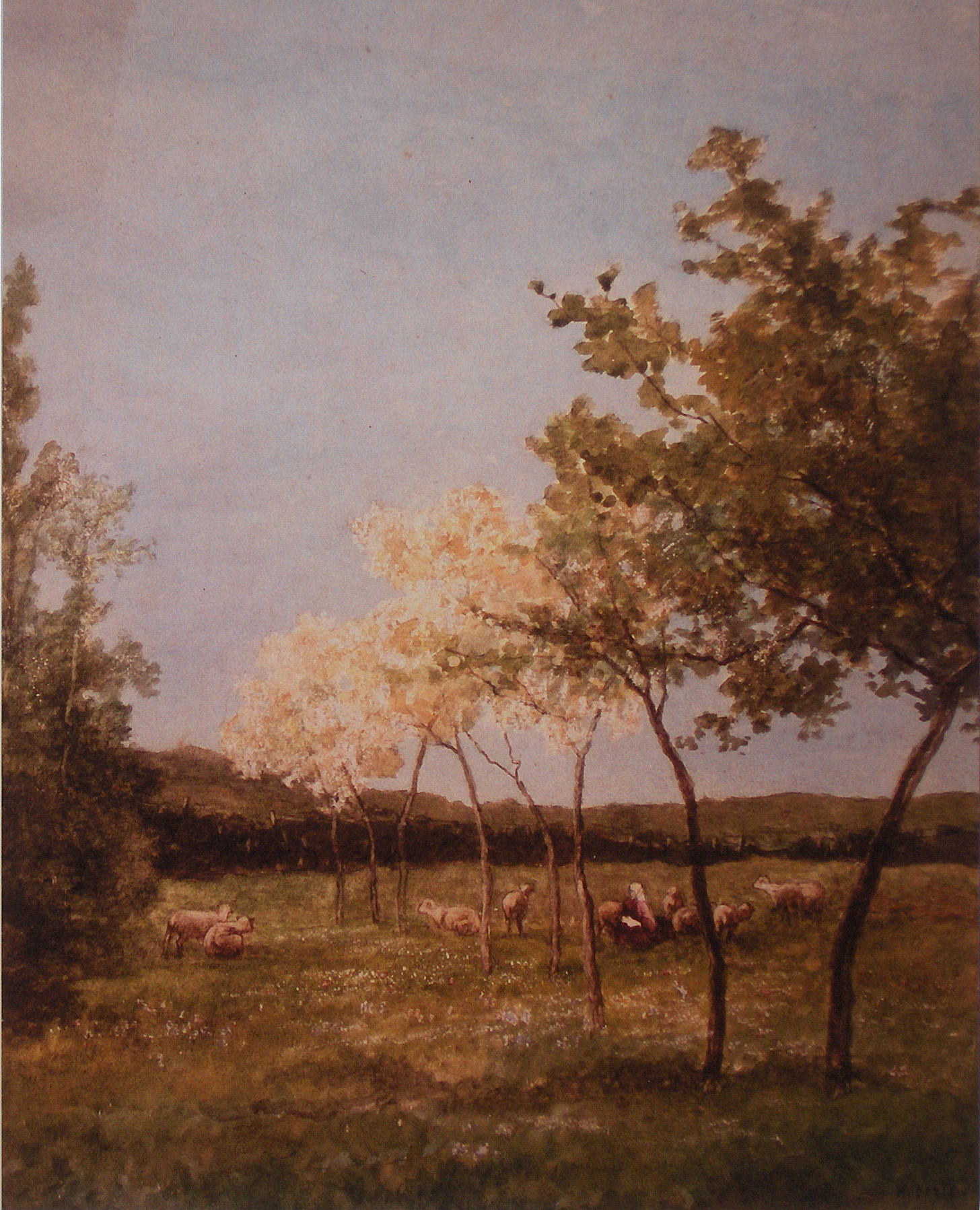
Пейзаж с деревьями и стадом

## Дальнейшее чтение
- Saskia De Bodt: «Edouard Huberti», in The Dictionary of Art, Vol.11; Jane Turner (Ed.), Macmillan Publishers Ltd, ISBN 1-884446-00-0
- Bénézit, Dictionary of Artists, Ed. Gründ, Paris, 2006 ISBN 2-70003-070-2
- J. du Jardin, «L’Art flamand» IV, pp. 137—144; Brussels, 1896—1900
- S. Pierron, «Edouard Huberti», A. Flam. & Holl., 1913
- M.E Belpaire, «Edouard Huberti 1818—1880», Kst. & Levensbeeld, pp. 77—106, 1919
- R. Hoozee and M. Tahon-Vanroose, «Het landschap in de Belgische Kunst, 1830—1914», exhibition catalog, pp. 104—109, MSK Ghent, 1980